# Tanjung Rejo (Pulau Panggung)
Tanjung Rejo is een bestuurslaag in het regentschap Tanggamus van de provincie Lampung, Indonesië. Tanjung Rejo telt 1254 inwoners (volkstelling 2010).